# Сен-Леонар (парафія, Нью-Брансвік)
Сен-Леонар (англ. Saint-Léonard) — парафія в Канаді, у провінції Нью-Брансвік, у складі графства Мадаваска.

## Населення
За даними перепису 2016 року, парафія нараховувала 975 осіб, показавши скорочення на 7,3%, порівняно з 2011-м роком. Середня густина населення становила 2,8 осіб/км².
З офіційних мов обидвома одночасно володіли 740 жителів, тільки англійською — 35, тільки французькою — 190.
Працездатне населення становило 66,5% усього населення, рівень безробіття — 14,6% (19% серед чоловіків та 8,9% серед жінок). 90,3% осіб були найманими працівниками, а 10,7% — самозайнятими.
Середній дохід на особу становив $35 422 (медіана $30 048), при цьому для чоловіків — $42 389, а для жінок $27 407 (медіани — $37 376 та $23 904 відповідно).
23,9% мешканців мали закінчену шкільну освіту, не мали закінченої шкільної освіти — 32,3%, 44,5% мали післяшкільну освіту, з яких 24,6% мали диплом бакалавра, або вищий.
| Статево-вікова структура населення | Статево-вікова структура населення | Статево-вікова структура населення | Статево-вікова структура населення | Статево-вікова структура населення |
| ---------------------------------- | ---------------------------------- | ---------------------------------- | ---------------------------------- | ---------------------------------- |
|                                    |                                    |                                    |                                    |                                    |
| Всього                             | Всього                             | 52,3%47,7%                         |                                    |                                    |
| 0 — 14 років                       | 0 — 14 років                       |                                    | 13,5%                              | 13,5%                              |
| 15 — 64 років                      | 15 — 64 років                      |                                    | 72,5%                              | 72,5%                              |
| 65 і більше                        | 65 і більше                        |                                    | 14%                                | 14%                                |
| 85 і більше                        | 85 і більше                        |                                    | 1%                                 | 1%                                 |
| Середній вік (років)               | Середній вік (років)               | 43,842,9                           | 43,4                               | 43,4                               |
| Медіана (років)                    | Медіана (років)                    | 48,547,1                           | 47,7                               | 47,7                               |
| — чоловіки — жінки                 |                                    |                                    |                                    |                                    |

| Походження мешканців:     | Походження мешканців:     | Походження мешканців: | Походження мешканців: | Походження мешканців: |
| ------------------------- | ------------------------- | --------------------- | --------------------- | --------------------- |
| Походження                |                           |                       | осіб                  | %                     |
| Корінні американці        | Корінні американці        |                       | 35                    | 3.91%                 |
| Інше північноамериканське | Інше північноамериканське |                       | 815                   | 91.06%                |
| Європейське               | Європейське               |                       | 320                   | 35.75%                |
| британське                | британське                |                       | 70                    | 7.82%                 |
| французьке                | французьке                |                       | 270                   | 30.17%                |

| Зайнятість населення за галузями (за класифікацією NOC): | Зайнятість населення за галузями (за класифікацією NOC): | Зайнятість населення за галузями (за класифікацією NOC): | Зайнятість населення за галузями (за класифікацією NOC): | Зайнятість населення за галузями (за класифікацією NOC): |
| -------------------------------------------------------- | -------------------------------------------------------- | -------------------------------------------------------- | -------------------------------------------------------- | -------------------------------------------------------- |
|                                                          |                                                          |                                                          |                                                          |                                                          |
| Управління                                               | Управління                                               |                                                          | 10,6%                                                    | 10,6%                                                    |
| Бізнес, фінанси та адміністрування                       | Бізнес, фінанси та адміністрування                       |                                                          | 8,7%                                                     | 8,7%                                                     |
| Охорона здоров'я                                         | Охорона здоров'я                                         |                                                          | 5,8%                                                     | 5,8%                                                     |
| Освіта, правозахист, муніципальні та урядові служби      | Освіта, правозахист, муніципальні та урядові служби      |                                                          | 10,6%                                                    | 10,6%                                                    |
| Роздрібна торгівля та послуги                            | Роздрібна торгівля та послуги                            |                                                          | 18,3%                                                    | 18,3%                                                    |
| Гуртова торгівля, транспорт та обладнання                | Гуртова торгівля, транспорт та обладнання                |                                                          | 25%                                                      | 25%                                                      |
| Природні ресурси, сільське господарство                  | Природні ресурси, сільське господарство                  |                                                          | 2,9%                                                     | 2,9%                                                     |
| Виробництво                                              | Виробництво                                              |                                                          | 14,4%                                                    | 14,4%                                                    |

## Клімат
Середня річна температура становить 2,9°C, середня максимальна – 21,6°C, а середня мінімальна – -20,9°C. Середня річна кількість опадів – 1 080 мм.
| Клімат поселення                              | Клімат поселення | Клімат поселення | Клімат поселення | Клімат поселення | Клімат поселення | Клімат поселення | Клімат поселення | Клімат поселення | Клімат поселення | Клімат поселення | Клімат поселення | Клімат поселення | Клімат поселення |
| Показник                                      | Січ.             | Лют.             | Бер.             | Квіт.            | Трав.            | Черв.            | Лип.             | Серп.            | Вер.             | Жовт.            | Лист.            | Груд.            |                  |
| Середній максимум, °C                         | −7,5             | −5,68            | 0,99             | 8,23             | 15,75            | 21,22            | 21,61            | 20,78            | 15,34            | 9,42             | 3,14             | −5,43            |                  |
| Середня температура, °C                       | −14,2            | −12,37           | −5,7             | 1,55             | 9,07             | 14,53            | 17,71            | 16,90            | 11,46            | 5,53             | −0,76            | −9,31            |                  |
| Середній мінімум, °C                          | −20,87           | −19,06           | −12,38           | −5,15            | 2,38             | 7,86             | 13,82            | 13,01            | 7,57             | 1,64             | −4,65            | −13,2            |                  |
| Норма опадів, мм                              | 86               | 66               | 72               | 70               | 85               | 98               | 119              | 105              | 97               | 96               | 95               | 91               |                  |
| Середньомісячна швидкість вітру, м/с          | 4.00             | 4.02             | 4.22             | 4.00             | 3.80             | 3.40             | 3.10             | 3.00             | 3.30             | 3.70             | 3.89             | 3.92             |                  |
| Середньомісячна сонячна радіація, кДж/м²·день | 5163             | 8501             | 12329            | 16000            | 18543            | 20272            | 19545            | 17192            | 12569            | 7702             | 4596             | 3912             |                  |
| --------------------------------------------- | ---------------- | ---------------- | ---------------- | ---------------- | ---------------- | ---------------- | ---------------- | ---------------- | ---------------- | ---------------- | ---------------- | ---------------- | ---------------- |
| Джерело:                                      |                  |                  |                  |                  |                  |                  |                  |                  |                  |                  |                  |                  |                  |